# Loligo (podmornica)
"Loligo" (hrv. lignja) je prva podmornica na svijetu napravljena isključivo za znanstvena istraživanja.
Izgrađena je 1914. u riječkom brodogradilištu Danubius Werft (danas 3. maj) za potrebe mecene Paula Schottländera i tadašnje Zoološke stanice u Rovinju (danas Centar za istraživanje mora Rovinj). Duljina joj je bila 12,2 metra, nosivost 44 bruto registarskih tona, a električni pogon akumulatorima omogućivao je brzinu od 4 čvora na površini te od 7 čvora u uronu. Uz 3 člana posade bilo je mjesta za još 2 do 3 osobe, uključujući jednog ronioca. Na početku 
Prvog svjetskog rata "Loligo" je još u brodogradilištu zaplijenila austrougarska mornarica, ali nužne preinake za ratne potrebe, zbog male nosivosti i autonomije, nisu bile moguće. God. 1927. prodana je u staro željezo, a da nije bila ni na jednom znanstvenom ili ratnom zadatku.